# Abapó
Abapó, antiguamente Santísima Trinidad de Abapó, es una localidad rural de Bolivia, ubicada en las tierras bajas del Chaco boliviano. Administrativamente se encuentra en el municipio de Cabezas de la Provincia Cordillera en el departamento de Santa Cruz.
Abapó es la ciudad más poblada del municipio de Cabezas y se sitúa a una altitud de 445 m s. n. m. en la margen izquierda del río Grande, que llega finalmente a las tierras bajas bolivianas.

## Toponimia
La etimología de Abapó es discutida. Según Camargo, el nombre Abapó se origina del idioma guaraní avajó, que significa “lugar de reunión de Avas”, pero según Baldomero Eberlein, significa “mano del hombre”.

## Historia

### Época colonial

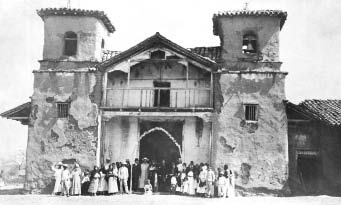
Foto del antiguo templo de la Misión de Abapó, hoy en ruinas.

Durante la época de la colonización en los siglos XVI y XVII, los expedicionarios españoles encontraron en la región de la Chiriguanía, como se conocía el actual Chaco boliviano, campos de maíz, que demuestra el proceso de sedentarización en el que se encontraba el grupo indígena de los chiriguanos.
Los jesuitas tuvieron en esta época la intención de fundar misiones en el Chaco. Es así que en 1691 los padres jesuitas José Francisco de Arce y Juan Bautista de Zea fundaron una misión con el nombre de Presentación de Nuestra Señora, en la zona actual de Abapó, en la ribera del río Guapay. Sin embargo, esta fue abandonada durante la sublevación de los indígenas chiriguanos entre 1727 y 1735.
Fue refundada en 1770 por los franciscanos del Colegio de Tarija, específicamente por el Fraile Francisco del Pilar que fundó la misión de la Santísima Trinidad de Abapó para la reducción y evangelización de los chiriguanos, en el mismo lugar de la antigua misión de la Presentación. El 30 de noviembre de 1771, se celebró allí la primera misa en Abapó, por lo que a veces se considera esta la fecha de fundación oficial. Con el fin de proveer a la misión, en 1772 se retiraron de la Misión de Salinas 1000 cabezas de ganado para Abapó. Durante gran parte del siglo XVIII, Abapó fue considerada parte de las misiones del norte, junto con las misiones de Piraí, Cabezas y Florida.
En 1784 los padres Narciso de la Vesga Oteo y su compañero Pedro León de Santiago construyeron una nueva iglesia, cuya obra fue dirigida por este último padre.
A fines del siglo XVIII, el entonces gobernador de la Intendencia de Cochabamba, Francisco de Biedma y Narváez, propuso que las misiones del norte pasaran al régimen directo de administración, a lo cual se opuso el padre franciscano Antonio Tamajuncosa, que defendía la unidad regional de esas misiones en cuanto a la administración religiosa.

### Época republicana
El 28 de noviembre de 1906, durante el gobierno de Ismael Montes, se decretó por ley la creación de la tercera sección municipal (municipio) de Cabezas en la provincia Cordillera, compuesto de los cantones Cabezas, Piray, Florida y Abapó.

### Actualidad
El 27 de agosto de 2019, mediante Ley Departamental N.º 179, se declaró la Misión de la Santísima Trinidad de Abapó, concretamente las ruinas de la antigua iglesia, como patrimonio arquitectónico, histórico y cultural ancestral del departamento de Santa Cruz debido a su alto valor arqueológico.

## Geografía
Abapó tiene un clima tropical, con una estación húmeda de seis meses de noviembre a abril y una estación seca de mayo a octubre.
La temperatura media anual es de 23 °C, con 17 a 18 °C de junio a julio y más de 26 °C de noviembre a diciembre. La precipitación anual es de unos buenos 800 mm, los meses más lluviosos son enero y febrero con alrededor de 130 mm y los meses más secos julio y agosto con 10 a 20 mm.

## Transporte
Abapó se encuentra a 142 kilómetros por carretera al sur de Santa Cruz de la Sierra, la capital del departamento del mismo nombre.
Desde Santa Cruz, la ruta troncal pavimentada Ruta 9 conduce hacia el sur por Cabezas hasta Abapó y otros 405 kilómetros por Ipitá y Villamontes hasta Yacuiba en la frontera boliviana con Argentina.
Abapó es también una parada de la línea férrea de Santa Cruz a Yacuiba. Desde Abapó hay conexiones de trenes de pasajeros en el norte y en el sur, que llevan pasajeros en unas tres horas a Santa Cruz y en doce horas a Yacuiba.

## Población
La población de la localidad se ha más que triplicado en las últimas dos décadas:
| Año  | Habitantes | Fuente                  |
| ---- | ---------- | ----------------------- |
| 1992 | 731        | Censo boliviano de 1992 |
| 2001 | 2 218      | Censo boliviano de 2001 |
| 2012 | 2 386      | Censo boliviano de 2012 |

Debido a la distribución poblacional históricamente creciente, la región aún tiene cierta proporción de indígenas: en el municipio de Cabezas, el 9,0 % de la población habla el idioma quechua y el 6,8 % el idioma guaraní.